# David Villabona
David Villabona Echalecu, in basco David Billabona Etxaleku (Irun, 5 dicembre 1969), è un ex calciatore spagnolo di origini basche, col ruolo di difensore.

## Carriera

### Club
Con Real Sociedad, Atletico Bilbao e Racing Santander ha collezionato un totale di 221 presenze nella Primera División.

### Nazionale
Venne convocato da Vicente Miera a Barcellona 1992, vincendo la medaglia d'oro.

## Palmarès

### Club
- Coppa di Spagna: 1

Real Sociedad: 1987

### Nazionale
- Oro olimpico: 1

Barcellona 1992